# Šavkat Mirzijojev
Šavkat Miromonovič Mirzijojev (uzbeško Шавкат Миромонович (Миромон ўғли) Мирзиёев), uzbekistanski politik, * 24. julij 1957.
Od leta 2016 opravlja funkcijo predsednika Uzbekistana in vrhovnega poveljnika oboroženih sil Uzbekistana. Pred tem je bil predsednik vlade Uzbekistana od 2003 do 2016.
Po smrti predsednika Islama Karimova ga je vrhovna skupščina imenovala za začasnega predsednika Uzbekistana 8. septembra 2016. Nato je bil na predsedniških volitvah decembra 2016 izvoljen za poln 5-letni mandat, pri čemer je dobil 88,6 % glasov in uradno postal predsednik države 14. decembra 2016. Mirzijojev je bil na uzbekistanskih predsedniških volitvah leta 2021 ponovno izvoljen za drugi mandat z 80,1 % glasov.